# Erlass (Privatrecht)
Der Erlass (im deutschen Recht Erlassvertrag) ist ein formfreier Vertrag zwischen Gläubiger und Schuldner, mit dem als Erfüllungssurrogat bestimmte Schulden des Schuldners aufgehoben werden.

## Allgemeines
In Deutschland und allen anderen Ländern geht das Gesetz davon aus, dass Schulden dem Gläubiger vertragsgemäß zurückzuzahlen sind. Es verbindet in § 488 Abs. 1 BGB die Darlehensgewährung mit einer Rückzahlungspflicht, die die Hauptleistungspflicht des Schuldners darstellt. Aber nicht nur die vertragsgemäße Rückzahlung bringt Schulden zum Erlöschen, sondern auch der Erlassvertrag (§ 397 Abs. 1 BGB). Er führt dazu, dass die Schulden ganz oder teilweise erlassen werden, also nicht mehr zurückgezahlt werden müssen. Erlassen wird dem Gesetzestext zufolge die Schuld und nicht eine Forderung, wie vielfach zu lesen ist; das Erlöschen der Forderung ist nur eine Folge des Erlöschens der korrespondierenden Schuld. Die Forderung (Schuldverhältnis im engeren Sinn) erlischt durch diesen Vertrag. Das ganze Schuldverhältnis (Schuldverhältnis im weiteren Sinn) kann nur durch einen Aufhebungsvertrag aufgehoben werden.

## Rechtsfragen
Der Erlass setzt einen Vertrag voraus und kommt keinesfalls durch einseitigen Verzicht des Gläubigers zustande. Der einseitige Verzicht, wie er etwa auf dingliche Rechte im Sachenrecht möglich ist, ist beim Erlass wirkungslos (§ 397 Abs. 1 BGB). Die Legaldefinition in § 397 Abs. 1 BGB macht ferner deutlich, dass nur ein Schuldverhältnis durch Erlassvertrag zum Erlöschen gebracht werden kann. Unter Schuldverhältnis sind vertragliche (wie Kaufvertrag oder Darlehensvertrag), gesetzliche (wie ungerechtfertigte Bereicherung) oder rechtsgeschäftsähnliche Schuldverhältnisse (wie Culpa in contrahendo) zu verstehen. Erlassen werden kann zudem nur eine Schuld, also eine Leistungspflicht des Schuldners. In der Alltagssprache werden unter Schuld meist Geldschulden verstanden, doch ist auch etwa die Arbeitspflicht eines Arbeitnehmers im Rechtssinne eine Schuld. Erklärt nämlich der Arbeitgeber in einem Kündigungsschreiben, dass der Arbeitnehmer seine Arbeitspflicht nicht mehr zu erfüllen brauchte, aber dennoch sein Entgelt weiter beziehen sollte, so handelt es sich um einen Erlassvertrag.
Der Erlass führt dazu, dass der Gläubiger die vertraglich vorgesehene Gegenleistung des Schuldners nicht mehr verlangen darf und deshalb der Gläubiger eine einseitige Vertragsleistung erbracht hat. Der Erlassvertrag ist rechtlich eine Verfügung und kein Verpflichtungsvertrag, da er Rechte unmittelbar umgestaltet. Deshalb ist der Erlass kondizierbar, sofern die schuldrechtliche causa, zum Beispiel ein Vergleich, wegfällt.
Wird ein Erlassvertrag zwischen dem Gläubiger und nur einem von mehreren Gesamtschuldnern geschlossen, so wirkt der Erlass auch für die übrigen Schuldner, wenn mit dem Erlassvertrag auch das gesamte Schuldverhältnis aufgehoben werden sollte (§§ 423, 397 BGB).

## Schuldenerlass
Häufigster Anwendungsfall ist der in der Alltagssprache bekannte Begriff des Schuldenerlasses. Dieser zielt vorwiegend auf Darlehensverträge ab, bei denen der Gläubiger aufgrund der mangelnden Schuldnerbonität nicht mehr mit der ordnungsgemäßen Bedienung des Schuldendienstes rechnen kann. Er ist die gravierendste Restrukturierungsmaßnahme, weil sie anders als Konsolidierungen, Stundungen oder Umschuldungen die Verbindlichkeiten des Schuldners zum Erlöschen bringt. Große Bedeutung hat der Schuldenerlass bei Staaten erlangt.

## Bilanzielle Darstellung
Der rechtswirksame Erlass führt in der Bilanz des Gläubigers zu einer gewinnmindernden/verlusterhöhenden Abschreibung auf Forderungen, beim Schuldner zu einer gewinnerhöhenden/verlustmindernden Zuschreibung auf Verbindlichkeiten.

## Negatives Schuldanerkenntnis
Wenn der Gläubiger vertraglich mit seinem Schuldner anerkennt, dass ein Schuldverhältnis nicht besteht, handelt es sich um ein negatives Schuldanerkenntnis im Sinne des § 397 Abs. 2 BGB. Es entfaltet dieselben Rechtswirkungen wie der Erlassvertrag (siehe auch: Schuldanerkenntnis).

## International
In Österreich heißt der Erlass „Entsagung“. Sie ist geregelt in § 1444 ABGB und ermöglicht dem Gläubiger, sich seines Rechts zu begeben, um die Verbindlichkeit des Schuldners aufzuheben. Die Entsagung wird nach herrschender Auffassung als Verfügungsgeschäft verstanden.
In der Schweiz wird unter Schulderlass die Aufhebung einer Schuld und der korrespondierenden Forderung verstanden. Eine Forderung kann gemäß Art. 115 OR durch Vertrag ganz oder zum Teil auch dann formlos aufgehoben werden, wenn zur Eingehung der Verbindlichkeit eine Form erforderlich oder von den Vertragschließenden gewählt war.